# Sebaea rara
Sebaea rara är en gentianaväxtart som beskrevs av Donald Dungan Dod. Sebaea rara ingår i släktet Sebaea och familjen gentianaväxter. Inga underarter finns listade i Catalogue of Life.